# Scaralis semilimpida
Scaralis semilimpida är en insektsart som först beskrevs av Walker 1851.  Scaralis semilimpida ingår i släktet Scaralis och familjen lyktstritar. Inga underarter finns listade i Catalogue of Life.